# 久布羅韋
48°19′44″N 28°15′59″E / 48.32889°N 28.26639°E
久布羅韋（烏克蘭語：Дзюброве），是烏克蘭的村落，位於該國西南部文尼察州，由莫希利夫-波季利斯基區負責管轄，始建於1500年，面積0.28平方公里，海拔高度122米，2001年人口46，人口密度每平方公里166.06人。